# 武儀町立中之保小学校
武儀町立中之保小学校 （むぎちょうりつ なかのほしょうがっこう）は、かつて岐阜県武儀郡武儀町（現・関市）に存在した公立小学校。

## 概要
- 旧・武儀郡中之保村（現・関市中之保）が校区であった。2003年、富之保小学校と統合され、武儀東小学校の新設により廃校。
- 2019年現在、校舎は民間の高齢者福祉施設となっている。

## 沿革
- 1873年（明治6年）6月 - 広名義校が開校。正栄寺[注釈 2]を仮校舎とする。
- 1874年（明治7年）1月 - 天満神社[注釈 3]に移転。
- 1881年（明治14年）12月 - 移転。
- 1882年（明治15年）1月 - 校舎を改修し、平屋建を2階建とする。
- 1886年（明治19年） - 中之保尋常小学校に改称する。
- 1895年（明治28年）5月 - 校舎を増築する。
- 1899年（明治32年）4月 - 補習科を設置。
- 1901年（明治34年）6月 - 高等科を設置し、補習科を廃止。
- 1909年（明治42年）5月 - 教室不足のため、役場の2階に分教場を設置。
- 1911年（明治44年）6月19日 - 暴風雨により、校舎の一部が倒壊。
- 1913年（大正2年）11月3日 - 校舎を新築し、移転。
- 1924年（大正13年） - 校舎を増築する。
- 1941年（昭和16年）4月1日 - 中之保国民学校に改称する。
- 1947年（昭和22年）4月1日 - 中之保村立中之保小学校に改称する。中之保中学校を併設。
- 1955年（昭和30年）4月1日 - 中之保村、富之保村、下之保村が合併し武儀村が発足。同時に武儀村立中之保小学校に改称する。
- 1969年（昭和44年）4月1日 - 武儀村の3つの中学校が統合され武儀村立武儀中学校が開校。中之保小学校は単独校となる。
- 1971年（昭和46年）4月1日 - 町制施行して武儀町となる。同時に武儀町立中之保小学校に改称する。
- 1974年（昭和49年）8月6日 - 新校舎の建設のため、従来の校舎を取り壊すこととなる。そのため、岐阜県立中濃高等学校の旧・木造校舎を仮校舎とする。
- 1975年（昭和50年）8月 - 新校舎（鉄筋コンクリート造3階建）が完成。児童は仮校舎から移る。
- 2003年（平成15年）3月 - 統合により廃校。